# Ernst-Thälmann-Siedlung (Ziltendorf)
Die Ernst-Thälmann-Siedlung ist neben Aurith einer der beiden Ortsteile der Gemeinde Ziltendorf (Landkreis Oder-Spree) im Osten Brandenburgs.

## Lage und Beschreibung
Die Siedlung befindet sich etwa 3 Kilometer nordöstlich von Ziltendorf, 8 Kilometer nördlich von Eisenhüttenstadt und 17 Kilometer südöstlich von Frankfurt (Oder) (alle Angaben in Luftlinie) in der Ziltendorfer Niederung in der Nähe der Oder und der Grenze zu Polen.
Die heutige Thälmann-Siedlung ist eine Gründung des 16. Jahrhunderts, als die ehemalige Zisterzienserabtei Kloster Neuzelle Vorwerke gründete. So entstanden das Vorwerk Ziltendorf, aus dem später die Ernst-Thälmann-Siedlung hervorgegangen ist, sowie das Vorwerk Aurith, das den Ursprung des heutigen Ortes Aurith begründet. Nach der Säkularisation des Klosters Anfang des 19. Jahrhunderts wurden die landwirtschaftlichen Flächen dem neu gegründeten Stift Neuzelle als Vermögensverwalter angegliedert und weiterverpachtet.
Bei der Bodenreform in der Sowjetischen Besatzungszone ab 1945 wurden im Vorwerk Ziltendorf, ebenso wie in Aurith, zahlreiche Flüchtlinge aus den Ostgebieten angesiedelt. Während des Aufbaus der neuen Siedlung in den Jahren 1947–1950 erhielt diese den bis heute beibehaltenen Namen Ernst Thälmann.

## Oderhochwasser
Während des Oderhochwassers 1997 war die Ortschaft im Fokus der bundesdeutschen Medien. Nach Starkniederschlägen in Polen und Tschechien im Juli 1997 stieg der Pegel der Oder kontinuierlich auf deutlich über 6 Meter an und lag damit gut 3,50 Meter über dem sonst üblichen Wasserstand in den Sommermonaten. Neben weiteren gefährdeten Gebieten begann auch in der Ziltendorfer Niederung am 22. Juli 1997 die Evakuierung. Am 23. Juli brach der Deich bei Brieskow-Finkenheerd und einen Tag später, am 24. Juli, der Deich einige Kilometer weiter südlich bei Aurith. Die Wassermassen ergossen sich somit ungehindert in die Ziltendorfer Niederung und überfluteten die Ortschaft Aurith sowie die Ernst-Thälmann-Siedlung. Aufgrund der rechtzeitigen Evakuierungsmaßnahmen waren keine Opfer zu beklagen. Die Sachschäden waren jedoch nicht unerheblich und konnten – nicht zuletzt dank überregionaler Spenden – in der Nachfolgezeit weitestgehend behoben werden.

## Weblink
- Homepage der Gemeinde Ziltendorf